# 芙荼
密花玉蕊（學名：Barringtonia edulis），英文名稱：，又名芙荼、密花棋盤腳，為玉蕊科玉蕊属水果，原產於西南太平洋地區，分佈於斐濟和萬那杜。其種加詞“edulis”意思是“可食用的”。

## 描述
芙荼樹是一種小分枝的常綠喬木，樹高可達約18公尺、樹幹直徑可達40公分，其樹皮光滑，呈灰褐色。大而有光澤的綠色葉子在樹枝的末端成簇生長。
花序是頂生的懸垂總狀花序，長度可達80公分。中央的花軸帶有螺旋排列而密生的管狀花朵，帶有球形的紅棕色花萼，頂端有兩到四個紅色裂片，四個方形的白色花瓣，一個突出的雄蕊頭和一個單一的長花柱。果實是長方形漿果，稱為芙荼，其上有宿存的花萼及密密麻麻的短毛，灰綠色，成熟時變成紅色或紫色。

## 分佈和棲息地
生長在靠近海岸的潮濕森林中，海拔低於400 公尺處。它也會出現在道路、人行道旁以及居民區附近，並因其有吸引力的光滑葉子和可食用的果實而在花園中種植。

## 用途
芙荼可以生吃或煮熟食用。另外，種子也可食用，味道類似於花生。芙荼樹的樹皮會被運用於斐濟當地傳統醫學中。因芙荼樹的木頭質地很輕，可以被當作快速燃燒的木柴使用，也被用於輕型建築或製造獨木舟槳。

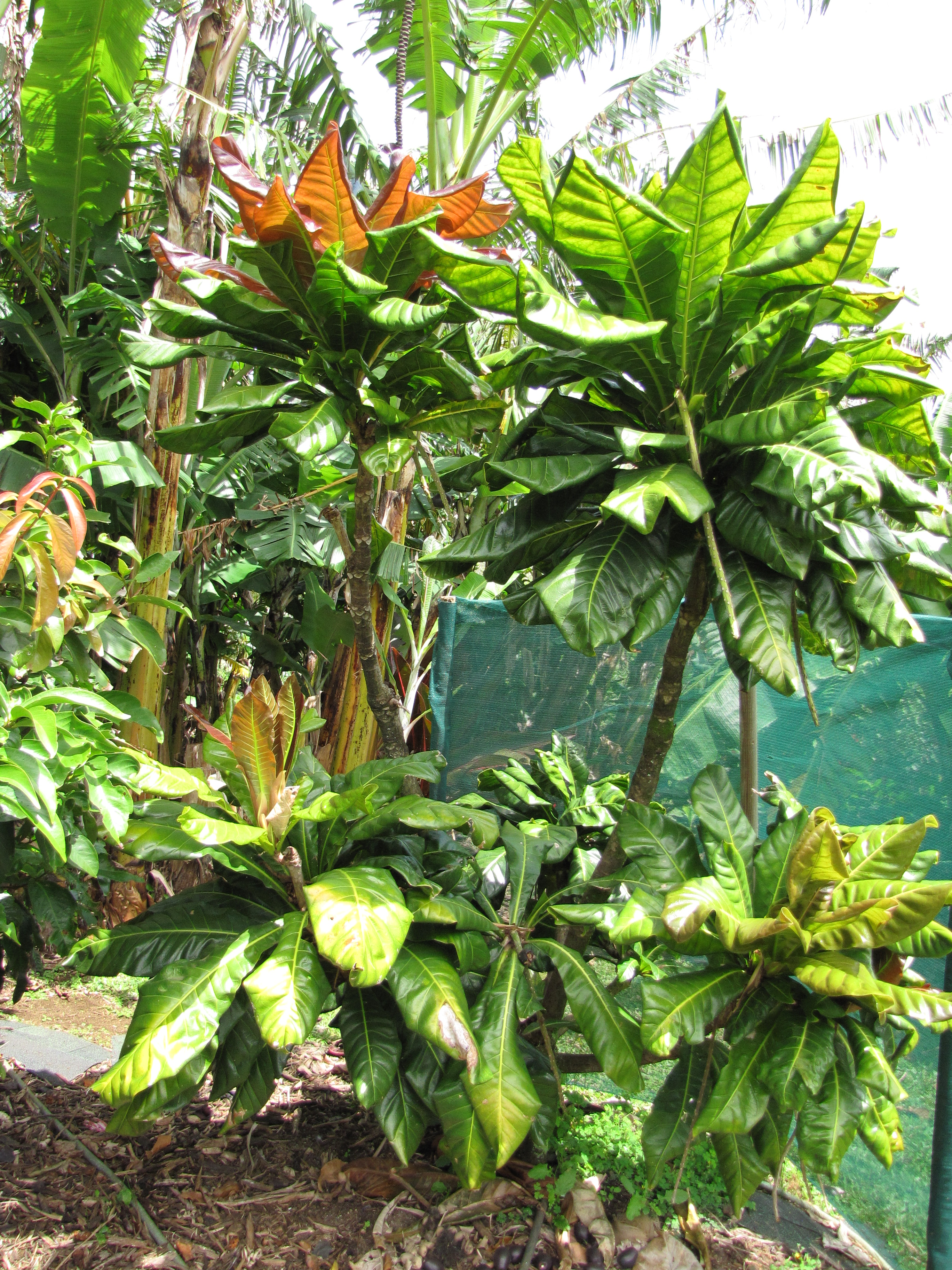
芙荼樹的外觀
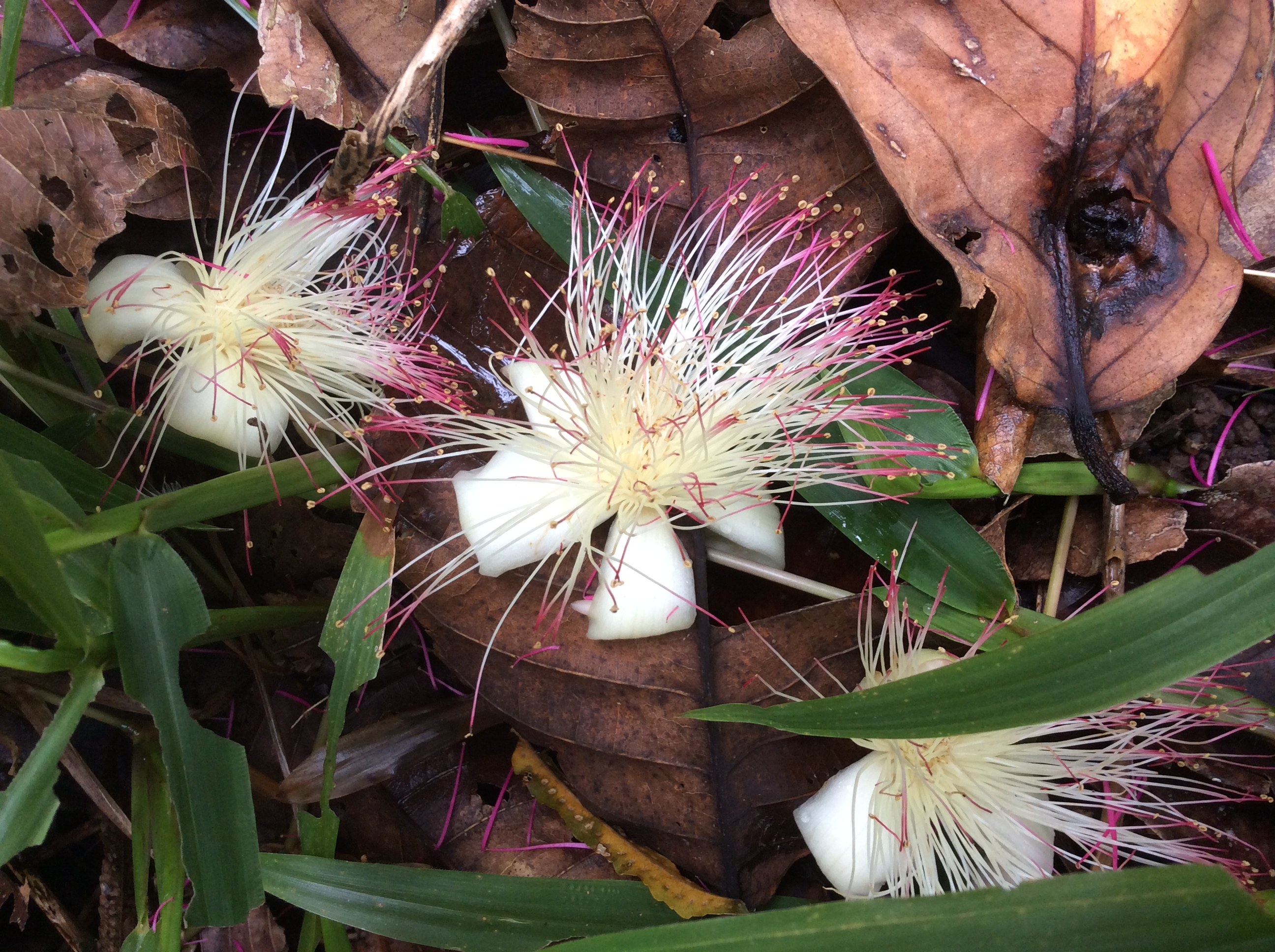
芙荼花